# Repubblicani opportunisti
Con il termine Repubblicani opportunisti (francese: Républicains opportunistes), inizialmente definiti Moderati (francese: Modérés), si identifica un gruppo politico in Francia d'ideologia liberale attivo durante la Seconda (1848–1852) Terza Repubblica (1871–1940). Il termine "opportunisti", coniato dai radicali, denotava spregiativamente l'eccessiva lentezza delle riforme progressiste dei moderati, che opportunamente le introducevano dopo lunghi compromessi politici.
Coalizzatisi nel gruppo della Sinistra Repubblicana (GR) nel 1871, si collocavano originariamente nella sinistra dello spettro politico, ma negli anni 1880, con l'accettazione del sentimento repubblicano ed il declino delle destre monarchiche, si spostò verso il centro parlamentare.
Le istanze dei gruppi "opportunisti" erano principalmente volte al consolidamento di un regime repubblicano liberaldemocratico, laicista (quando non anticlericale), e idealizzato nei valori civici del nazionalismo, e quindi agli ideali imperiali e colonialisti teorizzati da Paul Bert.
L'affare Dreyfus del 1894 e la progressiva strutturalizzazione dei partiti politici portarono al progressivo declino dell'opportunismo repubblicano, soppiantato dalla nascita e consolidamento del Partito Radicale nel 1901. Dopo aver subito una scissione nel 1899 dall'ala detta dei "Repubblicani progressisti" (ideologicamente conservatori e nazionalisti), la maggioranza opportunista confluì nel 1902 nel partito Alleanza Democratica.
Nel quadro del sistema parlamentare terzorepubblicano, i gruppi corrispondenti ai repubblicani opportunisti furono:
- la Sinistra Repubblicana (Gauche républicaine; GR), dal 1871 al 1882
- l'Unione Democratica (Union démocratique; UD), dal 1882 al 1886
- l'Unione delle Sinistre (Union des gauches; UdG), dal 1886 al 1893
- il Gruppo dei Repubblicani di Governo (Groupe de républicains du gouvernment; GRG), dal 1893 al 1902

## Storia

### Origini durante la Seconda Repubblica
Il primo gruppo repubblicano compatto nacque all'indomani della rivoluzione di febbraio nel 1848, principalmente per opera di figure-chiave del governo provvisorio del 24 febbraio (come Garnier-Pagès, François Arago e Jacques-Charles Dupont), giornalisti del quotidiano Le National (diretto Armand Marrast) e attivisti di spicco come Adolphe Crémieux e Alphonse de Lamartine. L'appellativo identificativo di "moderati" nasce proprio dalla necessità, secondo questi, di equidistanziarsi dopo la rivoluzione tanto dai "repubblicani del giorno dopo" (legati alla monarchia) quanto dai "repubblicani radicali" (tendenti al socialismo). Grazie alla dominanza nel governo provvisorio, in vista delle elezioni costituenti del 23 aprile 1848 vengono nominati commissari elettorali nelle province di fede moderata, che assicurano l'assoluta maggioranza di questo gruppo (che ottiene 600 degli 800 seggi nell'Assemblea nazionale) e l'emarginazione dei due poli estremi.
Nell'azione pratica, i moderati si fecero campioni dell'idea di democrazia rappresentativa (già introdotta dalla precedente "monarchia di luglio") in senso liberale ed elitista, nonché un impegno al non-interventismo dello stato sull'economia, anche in virtù dell'adesione al partito repubblicano di molti ex-dirigenti orléanisti, che avevano favorito durante il regno di Luigi Filippo un regime di liberalismo commerciale.
Questa dottrina mercatista si tradusse nell'abolizione degli opifici nazionali e la persecuzione degli scioperi, conseguendo un forte malcontento popolare nel parigino che sfocerà delle rivolte operaie nel giugno 1848, spingendo il governo moderato a schierare il generale Eugène Cavaignac contro gli insorti, alienando conseguentemente l'elettorato operaio dal voto repubblicano, così come quello già eseguo dei cattolici, sconvolti dalla morte nei bombardamenti dell'Arcivescovo parigino Denis-Auguste Affre.
Ciononostante, la crescita esponenziale del monarchico "Partito dell'Ordine" di Adolphe Thiers favorì l'avvicinamento dei moderati al gruppi dei radicali e socialisti (detto "La Montagna") di Alexandre Ledru-Rollin, con alleanze strategiche a livello locale e mutue concessioni legislative.
La breve dominazione repubblicana si concluse con le elezioni presidenziali del 10 dicembre 1848: il candidato moderato, lo stesso generale Cavaignac (popolare presso l'elettorato borghese ma visto dal ceto operaio come un repressore),, contrastato anche internamente dalla candidatura del Lamartine che gli rimproverava la sua repressione, non ottenne che circa il 19% dei voti contro il 74% ottenuto da Louis-Napoléon Bonaparte, nipote del celebre Imperatore Napoleone. Questa fase calante fu confermata dalle elezioni legislative del 1849, dove i moderati ottennero solamente 75 dei 705 seggi, perdendo ogni peso politico a favore della coalizione conservatrice filo-presidenziale. Il colpo di Stato del 1851 ad opera del Presidente Bonaparte comportò lo scioglimento dell'Assemblea nazionale e la chiusura di tutti i circoli repubblicani e monarchici.

### Rinascita durante la Terza Repubblica
Già durante la fase liberale del Secondo Impero (1852–1870), diversi deputati repubblicani guidati da Léon Gambetta avevano iniziato una campagna ostile al governo di Émile Ollivier, sorto nel 1870 e scioltosi poco dopo a causa della guerra franco-prussiana. In seguito alla sconfitta francese nella battaglia di Sedan (2 settembre 1870) e la conseguente cattura dell'Imperatore Napoleone III, Gambetta e i deputati repubblicani avevano colto l'occasione per proclamare la repubblica a Parigi e formare un governo provvisorio (detto "governo di difesa nazionale"), che rimase in carica fino alla fine della guerra con il Trattato di Francoforte (10 maggio 1871). Nel frattempo, l'8 febbraio si erano tenute le elezioni legislative della rinata Assemblea nazionale, dove si era affermata una maggioranza monarchica e pacifista contro un'opposizione repubblicana di tendenze anticlericali e democratiche divisa sulla questione della pace: il gruppo dell'Unione Repubblicana di Gambetta, legato al radicalismo e avverso alle condizioni di pace poste della Prussia, e quello della Sinistra Repubblicana di Jules Favre, più moderato e favorevole ad una pace immediata. I due gruppi rimasero ininfluenti fino alla crisi del 16 maggio 1877, innescata dall'aumento di deputati repubblicani in seguito alle elezioni del medesimo anno. Le dimissioni nel 1879 del Presidente monarchico Patrice de Mac-Mahon, che fino ad allora aveva imposto senza sostegno parlamentare governi conservatori, aprirono la strada alla lunga dominazione della Sinistra Repubblicana, il cui leader Jules Grévy sarà eletto Presidente nel medesimo anno. Nonostante la cooperazione con i radicali di Gambetta, fu proprio quest'ultimo a denunciare come "opportunisti" i repubblicani ora al governo, più interessati ad un consolidamento elettorale tramite leggi moderate e concessive che una fedeltà ai principi democratici e riformistici del repubblicanesimo storico.
Dal 1879 fino alla fine del XIX secolo avverrà in fatti il processo di progressivo spostamento verso destra del gruppo "opportunista". Tale spostamento dell'asse repubblicana, definito "Sinistrisme" da Albert Thibaudet, si caratterizzava per l'auto-definizione degli "opportunisti" come gruppo "di sinistra", quando in realtà le loro politiche si mossero verso quelle originariamente proposte dal campo monarchico di destra, il cui declino avvenne in favore dei moderati repubblicani. Gli opportunisti infatti ripresero molte istanze monarchiche, come l'attaccamento al nazionalismo (visto come un'eredità della Rivoluzione francese), l'enfasi sul mantenimento dell'ordine pubblico (ad esempio attraverso le lois scélérates del 1894 contro la libertà di stampa) e la volontà di ristabilire la potenza francese, in questo caso attraverso la creazione di un forte impero colonialein Africa. In altri campi, tuttavia, la maggioranza moderata mantenne saldi i principi di laicità (come le Leggi Ferry sull'istruzione) e difesa del libero mercato contro l'interventismo statale.

### Crisi ed evoluzione
L'ininterrotta egemonia "opportunista" (dal 1879 al 1901) e la mancata alternanza con altre forze considerate estreme (socialisti a sinistra e monarchici a destra) portò al dilagare di fenomeni di corruzione che, durante la cosiddetta Belle Époque, provocarono la caduta dell'ordine moderato-repubblicano. L'effimera Guerra franco-cinese del 1884, conclusasi con una sconfitta ideologica francese, aveva provocato le dimissioni del Primo ministro opportunista Jules Ferry e avviato il declino della logica "opportunista", mentre le crescenti speculazioni in borsa avevano portato ad un rinnovato sentimento interventista e protezionista presso l'opinione pubblica e politica. La sconfitta bellica aveva portato anche all'arresto del dibattito colonialista in favore di una maggiore enfasi sulle spese militari in vista di una futura guerra di rivincita contro l'Impero tedesco. Questa idea nazionalista e revanscista venne attivamente promossa dall'ex-ministro e generale Georges Boulanger, la cui popolarità negli anni '80 e '90, nonché il variopinto sostegno datogli da monarchici, socialisti e bonapartisti, venne fermata solo dalla persecuzione da parte delle autorità che costrinsero alla fuga il generale, ma non fermarono il proliferare di "leghe patriottiche" il cui attivismo si fece sempre più pressante verso gli albori del 1900.
Contemporaneamente, l'establishment opportunista vide sparire progressivamente tutte le sue figure chiave: i senatori e statisti Jules Favre e Jules-Armand Dufaure morirono rispettivamente nel 1880 e 1881; Jules Ferry scomparve dal primo piano dopo la guerra franco-cinese, subendo anche un'aggressione fisica che lo lasciò menomato fino alla morte nel 1893; il Presidente Jules Grévy venne costretto alle dimissioni nel 1887 in seguito ad uno scandalo familiare; il successore di Grévy, Sadi Carnot, venne assassinato nel 1894 dall'anarchico italiano Sante Caserio; infine il Presidente Félix Faure morì nel 1899 dopo un rapporto con la sua amante, provocando uno scandalo. I successivi scandali politici di Panama (1889) e l'Affare Dreyfus (1894) costituirono il colpo di grazia alla maggioranza "opportunista", che si trovò divisa tra coloro che sostenevano l'innocenza di Dreyfus e quelli che invece ne chiedevano la condanna e strumentalizzavano il sentimento antisemita.
La frammentazione del grande polo moderato si era già consolidata con la formazione di diversi clubs opposti verso fine secolo: l'Associazione nazionale repubblicana (ANR) di Ferry, Rouvier e Spuller, sorta nel 1888 come fronte contro Georges Boulanger e portatrice di istanze liberale, liberiste e anti-sindacali; l'Unione liberale repubblicana (ULR) di Henri Barboux e Léon Say, fondata nel 1889 su principi liberali influenzati dall'orléanismo e dal cattolicesimo sociale; infine il Grande circolo repubblicano (GCR) di Pierre Waldeck-Rousseau, fondato nel 1896 con lo scopo si fondere tutti i clubs in un unico "partito progressista" strutturato. Quest'ultimo riuscì solo parzialmente nel suo scopo, visto che molti membri dell'ANR e dell'ULR mantenevano vedute anti-dreyfusarde.
La spaccatura della maggioranza comportò un radicale cambiamento nelle elezioni legislative del maggio 1902: i membri che avevano aderito al progetto del GCR si erano riuniti nel 1901 nel partito dell'Alleanza Democratica, mentre la maggioranza dell'ANR e dell'ULR era confluita nel 1903 nella Federazione Repubblicana, di stampo anti-dreyfusardo. Va detto che tanto la Federazione Repubblicana quanto l'Alleanza Democratica, benché si definissero la prima "progressista" e la seconda "sinistra repubblicana" (in accordo al sinistrisme adottato), furono i primi partiti di destra internamente organizzati.

## Risultati elettorali
| Elezioni         | Voti      | Voti  | Seggi     |
| Elezioni         | Numero    | %     | Seggi     |
| ---------------- | --------- | ----- | --------- |
| Costituente 1848 | 5 328 022 | 68,00 | 600 / 880 |
| Legislative 1849 | 834 000   | 12,65 | 75 / 705  |
| Costituente 1871 | N/A       | 28,84 | 285 / 759 |
| Legislative 1876 | 2 674 540 | 36,20 | 193 / 533 |
| Legislative 1877 | N/A       | 24,95 | 130 / 521 |
| Legislative 1881 | N/A       | 31,40 | 168 / 545 |
| Legislative 1885 | N/A       | 34,24 | 200 / 584 |
| Legislative 1889 | 2 857 285 | 42,18 | 243 / 576 |
| Legislative 1893 | 3 608 722 | 54,01 | 310 / 574 |
| Legislative 1898 | 3 518 057 | 40,61 | 238 / 586 |